# KF Cargo
KF Aerospace, meglio conosciuta semplicemente come KF Cargo, è una compagnia aerea cargo canadese, con sede a Kelowna nella Columbia Britannica. Il suo hub principale è l'Aeroporto Internazionale di Kelowna.

## Storia
La compagnia aerea è stata fondata nel marzo 1970 con la denominazione Kelowna Flightcraft Air Charter Ltd. Dopo i primi anni trascorsi nella manutenzione e revisione di velivoli di ogni tipo ha iniziato le operazioni di volo nel giugno 1974 mentre nel 1979 è stato acquistato il primo Convair 440. Nel giugno 1984 iniziavano anche alcuni collegamenti di linea, durati però poco meno di un anno. Nel 1985 è stato costruito un hangar all'Aeroporto Internazionale di Kelowna e nel 1987 sono stati acquisiti due Boeing 727-100. Nel 1996 il vettore aereo ha modificato le sue operazioni di volo, dal trasporto dei passeggeri al cargo, grazie alle variazioni effettuate sugli aeromobili presenti nella flotta. Nel 2008 è stato introdotto nella flotta un McDonnell Douglas DC-10-30 mentre dal 2014 è stato introdotto il Boeing 737-300. Nel 2015 è stata assunta l'attuale ragione sociale.

## Flotta
A maggio 2020 la flotta KF Cargo risulta composta dai seguenti aerei:

## Flotta storica

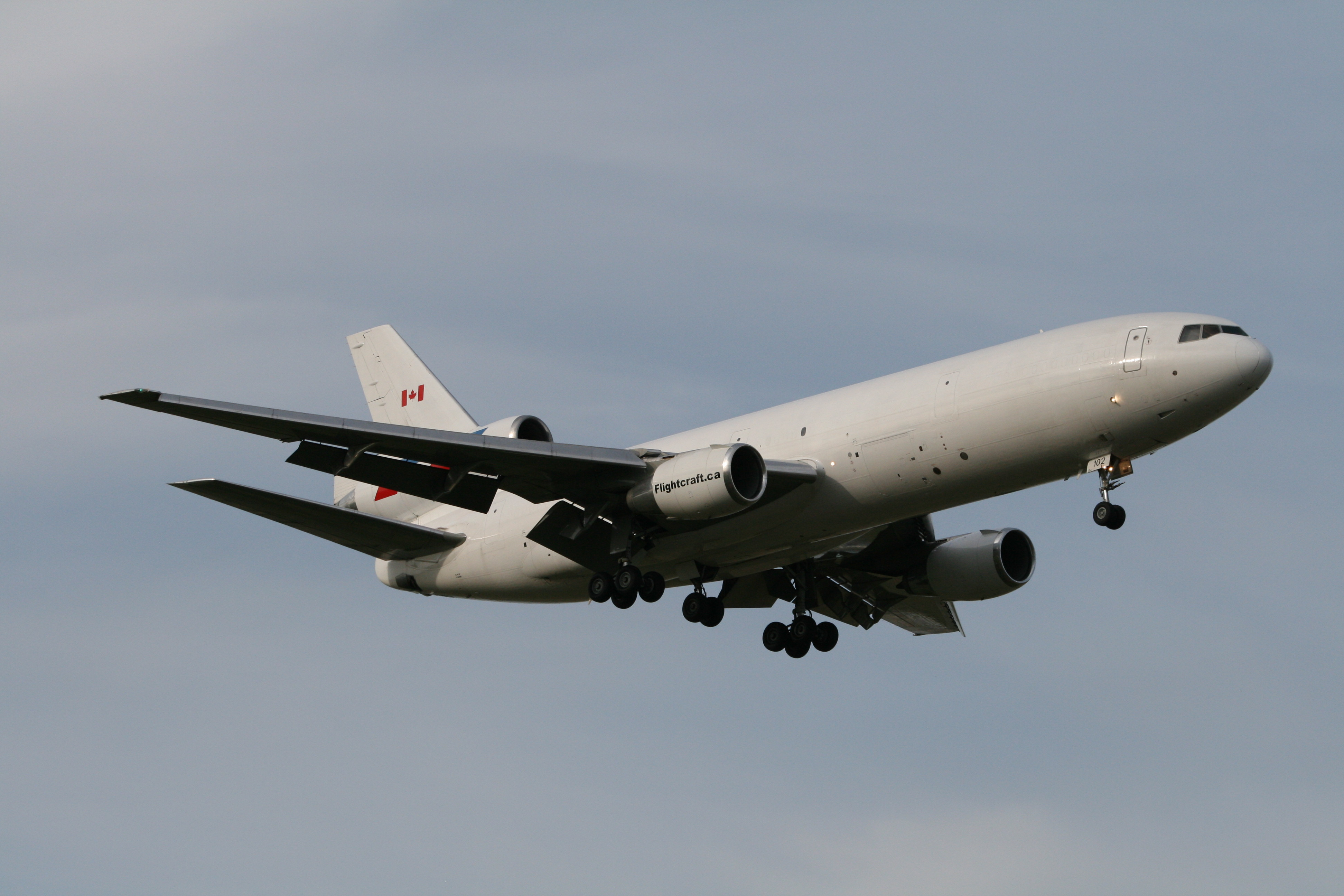
Un McDonnell Douglas DC-10-30 di KF Cargo.

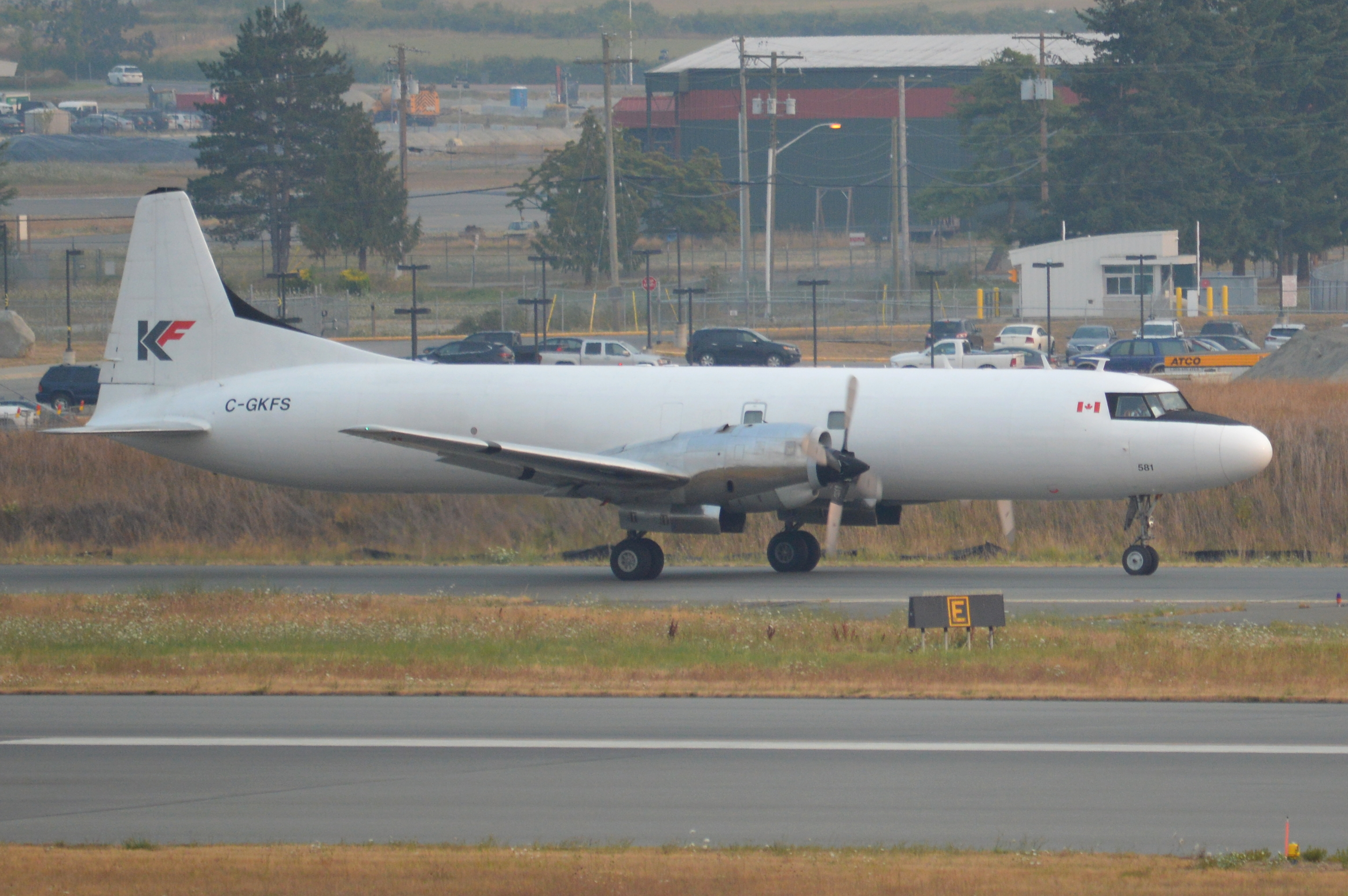
Un Covair CV-240 di KF Cargo.

Nel corso degli anni KF Cargo ha operato con i seguenti modelli di aeromobili:
- Aero Commander
- Bell 206
- Boeing 727-100
- Boeing 737-200
- Boeing 737-300
- Boeing 737-800
- Boeing 757
- Convair CV-240
- de Havilland Canada DHC-4 Caribou
- Douglas C-47
- Douglas DC-3
- McDonnell Douglas DC-10
- Fairchild F27
- Grumman Gulfstream I
- Helio Courier
- Howard 500
- Israel 1125
- Mitsubishi MU-2
- Robinson R44
- Taylorcraft DC65

## Incidenti
- Il 7 settembre 1976 un Douglas C-47 (C-GKFC) ha effettuato un atterraggio d'emergenza vicino a Brocket, nella provincia canadese dell'Alberta, a causa di un incendio. I 26 passeggeri sono rimasti illesi, ma l'aeromobile è stato ritirato dal servizio.[5]
- Il 13 gennaio 1999 un Douglas DC-3 (C-GWUG) si è schiantato contro Mount Parke, nell'isola di Mayne durante un volo cargo dall'Aeroporto internazionale di Vancouver verso l'Aeroporto internazionale di Victoria. Il personale di bordo è deceduto e l'aeromobile è stato ritirato dal servizio.[6]
- Il 9 luglio 1981 un Howard 500 (C-GKFN) dopo essere decollato dall'Aeroporto internazionale di Toronto in orario notturno, si è schiantato. I tre membri dell'equipaggio sono deceduti e l'aeromobile è stato ritirato dal servizio.[7]